# Kontrewers (Zgierz)
Kontrewers – dawniej samodzielna wieś, od 1988 część miasta Zgierza w województwie łódzkim, w powiecie zgierskim. Leży na zachodnich rubieżach Zgierza, w rejonie ulicy Kontrewers. 
Wchodzi w skład osiedla Proboszczewice-Lućmierz, stanowiącego jednostkę pomocniczą gminy Zgierz.

## Historia
Dawniej samodzielna miejscowość. Od 1867 w gminie Nakielnica. W okresie międzywojennym należał do powiatu łódzkiego w woj. łódzkim. W 1921 roku wieś Kontrewers liczył 138 mieszkańców1. 27 marca 1924 zniesiono gminę Nakielnica, a Kontrewers włączono do gminy Brużyca Wielka. 1 września 1933 Kontrewers utworzył gromadę w granicach gminy Brużyca Wielka. Podczas II wojny światowej włączono do III Rzeszy.
Po wojnie Kontrewers powrócił do powiatu łódzkiego woj. łódzkim jako jedna z 20 gromad gminy Brużyca Wielka. W związku z reorganizacją administracji wiejskiej jesienią 1954, Kontrewers wszedł w skład nowej gromady Grotniki. W 1971 roku ludność wsi wynosiła 139.
Od 1 stycznia 1973 w gminie Zgierz. W latach 1975–1987 miejscowość należała administracyjnie do województwa łódzkiego.
1 stycznia 1988 Kontrewers (193,08 ha) włączono do Zgierza.